# A Christmas Duel
„A Christmas Duel” − utwór szwedzkiego zespołu rockowego The Hives nagrany w duecie z amerykańską piosenkarką Cyndi Lauper specjalnie na okres świąt Bożego Narodzenia. Kompozycja została wydana wyłącznie w Internecie, skąd internauci mogli ją pobrać za opłatą.
W grudniu 2008 r. piosenka zadebiutowała na szóstym miejscu notowania Swedish Singles Chart, gdzie ostatecznie najwyżej dotarła do pozycji #4.
„A Christmas Duel” to utwór, który zrzesza w sobie ckliwą, słodkawą muzykę i dość obrazoburczą zawartość liryczną.